# Ilya Glazounov
Pour les articles homonymes, voir Glazounov (homonymie).
Ilya Sergueïevitch Glazounov (en russe : Илья́ Серге́евич Глазуно́в), né le 10 juin 1930 à Léningrad et mort le 9 juillet 2017, est un peintre soviétique puis russe.

## Biographie
La peinture d'Ilya Glazounov est de style réaliste et surtout consacrée aux sujets historiques et religieux. Dans les années 1960, il fut envoyé en Italie par le régime soviétique, où il devint populaire en peignant les portraits des vedettes de l'époque. Un film d'actualité le montre par exemple avec Anita Ekberg.

### Distinctions
Ilya Glazounov est artiste du peuple de l'URSS et académicien de l'Académie des beaux-arts de Russie, fondateur et recteur de l'Académie des beaux-arts Glazounov, chevalier de l'Ordre du Mérite pour la Patrie et monarchiste. Il a reçu le prix Alexandre Nevski en 2010.